# Annie Lööf

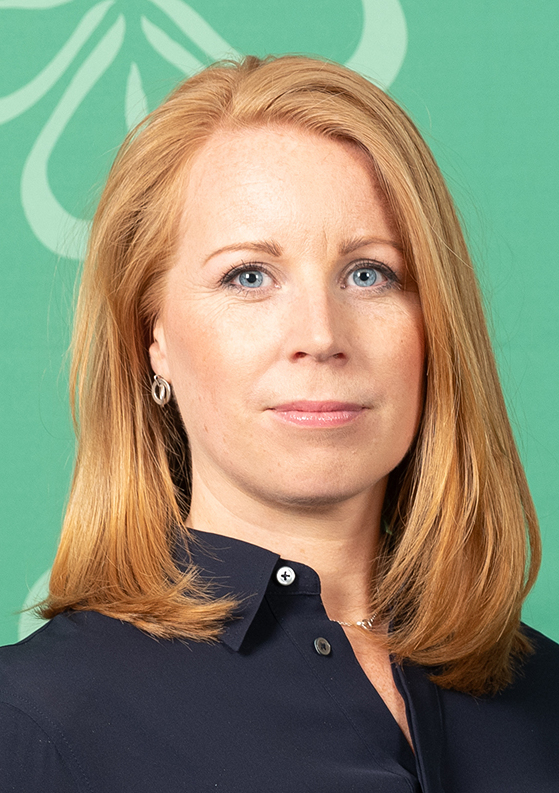
Annie Lööf (2019)

Annie Marie Therése Lööf (* 16. Juli 1983 in Maramö, Värnamo, Småland als Annie Marie Therése Johansson) ist eine  schwedische Politikerin. Von September 2011 bis Februar 2023 war sie Vorsitzende der Centerpartiet und von 2011 bis 2014 war sie Schwedens Wirtschaftsministerin.

## Biografie
Annie Lööf wuchs in Maramö in der Gemeinde Värnamo in Småland/Schweden auf. Bereits als Schülerin wurde sie  2001 Mitglied der Centerpartiet. Im Jahr 2006 wurde sie in den schwedischen Reichstag gewählt und war in ihrer ersten Legislaturperiode das jüngste Mitglied des Parlaments.
Im August 2011 schloss sie ihr Studium der Rechtswissenschaft an der Universität Lund erfolgreich ab. Am 23. September 2011 wurde sie zur Vorsitzenden der Centerpartiet gewählt. Am 29. September 2011 wurde sie zu Schwedens Wirtschaftsministerin ernannt.
Dieses Amt übte sie bis zur Regierungsneubildung am 3. Oktober 2014 nach der Wahl zum Schwedischen Reichstag 2014 aus. Nach den Stimmenverlust bei der Reichstagswahl 2022 kündigte Lööf ihren Rücktritt vom Parteivorsitz an, den sie im Februar 2023 vollzog.
Sie ist verheiratet und Mutter von zwei Töchtern.